# Plateau de Margraten

Le plateau de Margraten fait partie du Mergelland dans le Limbourg néerlandais. La zone est agricole et se situe à environ 140 mètres d'altitude. À l'ouest, la zone est délimitée par la Meuse, située sous les 100 mètres d'altitude, et au sud par une vallée en axe est-ouest, en pente, sans rivière et où est située le village de Noorbeek. Les transitions entre ces vallées sont brutales et couvertes de forêts en pente, telle que la Savelsbos et l'Eijsderbos. Plus au nord, il y a une pente qui descend vers la vallée de la Meuse, et compte les réserves naturelles Bemelerberg et les prairies calcaires. Le Bemelen est une réserve de Hamster.

## Sources
- (nl) Cet article est partiellement ou en totalité issu de l’article de Wikipédia en néerlandais intitulé « Plateau van Margraten » (voir la liste des auteurs).